# Дьофел
Дьофел (на нидерландски: Duffel) е селище в Северна Белгия, окръг Мехелен на провинция Антверпен. Разположено е на река Нете, на 5 km северно от центъра на град Мехелен. Населението му е около 16 000 души (2006).